# بريك باسنجر
بريك باسنجر (بالإنجليزية: Brec Bassinger)‏ هي ممثلة أمريكية ولدت في يوم 25 مايو 1999. بدأت التمثيل في سنة 2013.

## حياة سابقة
ولدت باسنجر في ساجينو بولاية تكساس . تقيم مع والدتها بينما بقيت بقية أفراد أسرتها في تكساس. اعتادت أن تلعب كرة السلة والكرة الطائرة وتشغيل المضمار / الميدان. شاركت في مسابقات ملكات الجمال وفازت بجائزة ملكة جمال العالم الصغيرة. لديها شقيقان أكبر منها اسمهما بيريك وبريس. قبل أن تصبح ممثلة كانت مشجعة تنافسية.

## مشوارها وظيفي
في عام 2014 كانت باسنجر تلعب دور البطولة في المسلسل الكوميدي نيكلوديون بيلا أند ذا بولدوجز  والذي استمر لمدة موسمين من 2015 إلى 2016. عام 2016 انضمت إلى فريق عمل تحديث حالة الفيلم الكوميدي للمراهقين. عام 2018 لعبت دور روني في مسلسل التلفزيوني كل ليلة من روعة التلفزيون . عام 2019 لعبت دور البطولة في فيلم الإثارة 47 مترا لأسفل: بدون قفص.